# Evelyn Waugh
Arthur Evelyn St. John Waugh, född 28 oktober 1903 i London, död 10 april 1966 i Combe Florey nära Taunton, Somerset, var en brittisk författare, känd bland annat för sin roman En förlorad värld, som blev teveserie på 1980-talet och filmades 2008.

## Biografi
Evelyn Waugh föddes i London som son till en framstående skriftställare, Arthur Waugh. Efter studier vid Hertford College vid Oxfords universitet arbetade Evelyn Waugh som internatskolelärare och journalist innan hans författarskap kunde försörja honom. Waugh blev känd genom sociala satirer, som till exempel romanen Decline and Fall 1928 och Scoop (Press-stop) 1938. 
Bland övriga kända verk kan nämnas Brideshead Revisited (En förlorad värld) 1945 (som blev en populär teveserie 1981 och film 2008), The Loved One (Den käre bortgångne) 1948 och The Ordeal of Gilbert Pinfold 1958.
Han tjänstgjorde i den brittiska krigsmakten under andra världskriget, först i Royal Marines och senare i Royal Horse Guards.
Waugh, som konverterade till katolicismen 1930, var också känd för att vara misantrop och reaktionär. Han var gift två gånger.